# Ugali

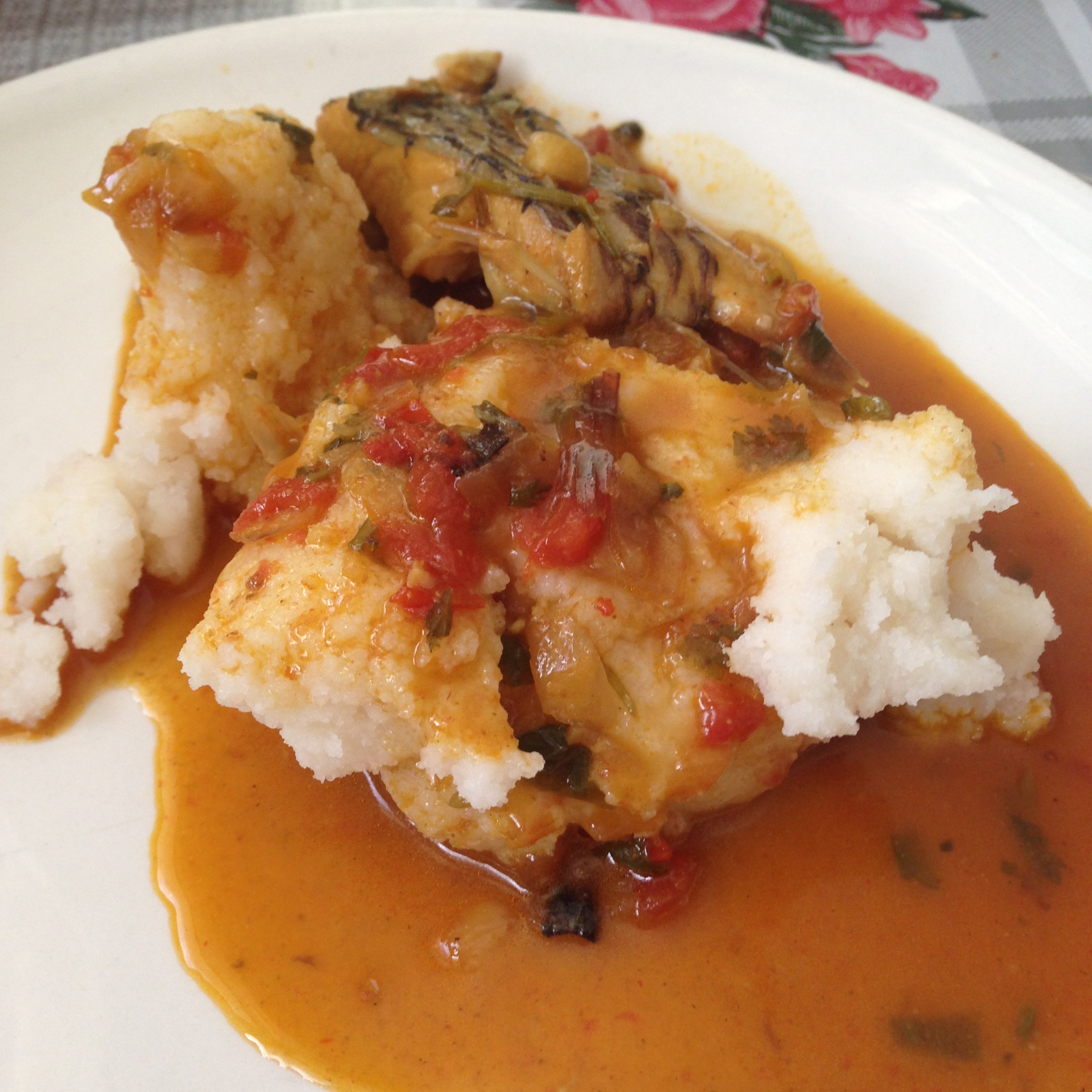
Ugali servito con pesce

L'ugali è un alimento a base di farina di mais e acqua, simile alla polenta e al fufu, che costituisce uno degli elementi principali della dieta della popolazione di molte aree dell'Africa, soprattutto orientale e meridionale.
È noto localmente con numerose denominazioni e in numerose varianti: oltre a ugali (usato soprattutto in lingua swahili, Kenya e Tanzania) ci sono per esempio ngima (kikuyu, Kenya), xima (Mozambico), nshima o shima (Zambia), nsima o sima (chichewa, Malawi), sadza (shona, Zimbabwe), isitshwala (ndebele, Zimbabwe), pap (afrikaans, Sudafrica e Namibia), oshifima (Namibia), posho (Uganda).
In Nigeria una ricetta molto simile è chiamata akamu dagli igbo e ogi dagli yoruba. In genere, queste denominazioni indicavano originariamente un alimento simile a base di miglio, sorgo o altre colture native; il loro uso è stato poi esteso a indicare la stessa ricetta realizzata col mais, e quest'ultimo significato è andato spesso a sostituire il precedente nell'uso più comune.

## Storia
Il mais fu introdotto in Africa in epoca coloniale, fra il XVI e il XVII secolo, e in molte regioni andò a sostituire le coltivazioni di cereali native come il sorgo e il miglio. Il maggior rendimento rispetto a sorgo e miglio contribuì a fare rapidamente del mais uno degli alimenti principali delle popolazioni rurali africane. Molte ricette precedentemente realizzate con farina di sorgo o miglio vennero trasformate sostituendo questi ingredienti con farina di mais (o di altre coltivazioni importate, come la manioca). Anche l'ugali deriva certamente da una ricetta precedente, ma oggi la versione a base di mais è largamente più diffusa.

## Preparazione
La preparazione dell'ugali è simile a quella della polenta. La farina di mais viene bollita in acqua fino a formare una poltiglia che viene poi battuta e contemporaneamente addensata con altra farina, fino a ottenere la consistenza desiderata, che come nel caso della polenta può variare a seconda delle tradizioni locali. In molti paesi (per esempio Zambia e Malawi) la preparazione dell'ugali (chiamato nsima o nshima) viene considerata una forma d'arte, e la tecnica per ottenere la consistenza e il sapore considerati ideali viene preservata con cura di generazione in generazione.
L'ugali viene in genere consumato appallottolandolo e intingendolo in salse e contorni a base di carne, pesce, verdure o talvolta arachidi; fra le verdure più usate si possono citare le foglie di zucca o il cavolo. In genere lo si mangia con le mani; una depressione praticata con le dita in una palla di ugali può servire come contenitore in cui versare o raccogliere salse, brodo o altri condimenti.